# Tarbinskia kittaryi
Tarbinskia kittaryi är en insektsart som först beskrevs av Yu S. Tarbinsky 1931.  Tarbinskia kittaryi ingår i släktet Tarbinskia och familjen Dericorythidae. Inga underarter finns listade i Catalogue of Life.